# Glyceria drummondii
Glyceria drummondii là một loài thực vật có hoa trong họ Hòa thảo. Loài này được (Steud.) C.E.Hubb. mô tả khoa học đầu tiên năm 1934.